# Cayo Sabinal
Cayo Sabinal, é uma ilha da costa norte de Cuba, que administrativamente forma parte da província de Camagüey, possui 335 km² de superfície aproximadamente.
É a ilha mais ao sul do  arquipélago de Jardines do Rey, se localiza ao Norte da baía de Nuevitas, ao leste do Cayo Guajaba, a Baía de Gloria e o Oceano Atlântico. Ao norte desta ilha se encontra o canal velho das Bahamas e ao oeste o canal de Carabelas.
A ilha é um popular destino turístico, as atrações dentro de este cayo incluem Punta Piedra e Playa Los Pinos.